# Orange Cove
Orange Cove és una població dels Estats Units a l'estat de Califòrnia. Segons el cens del 2000 tenia 7.722 habitants.

## Demografia
Segons el cens del 2000, Orange Cove tenia 7.722 habitants, 1.694 habitatges, i 1.512 famílies. La densitat de població era de 1.936 habitants/km².
Dels 1.694 habitatges en un 62,7% hi vivien nens de menys de 18 anys, en un 61,2% hi vivien parelles casades, en un 18,6% dones solteres, i en un 10,7% no eren unitats familiars. En el 7,1% dels habitatges hi vivien persones soles el 3,7% de les quals corresponia a persones de 65 anys o més que vivien soles. El nombre mitjà de persones vivint en cada habitatge era de 4,56 i el nombre mitjà de persones que vivien en cada família era de 4,66.
Per edats la població es repartia de la següent manera: un 40,4% tenia menys de 18 anys, un 13,9% entre 18 i 24, un 28,1% entre 25 i 44, un 12,6% de 45 a 60 i un 5% 65 anys o més.
L'edat mediana era de 23 anys. Per cada 100 dones de 18 o més anys hi havia 108,7 homes.
La renda mediana per habitatge era de 22.357 $ i la renda mediana per família de 22.525 $. Els homes tenien una renda mediana de 21.042 $ mentre que les dones 16.821 $. La renda per capita de la població era de 7.126 $. Entorn del 39,9% de les famílies i el 44,5% de la població estaven per davall del llindar de pobresa.

## Poblacions més properes
El següent diagrama mostra les poblacions més properes.